# Splish Splash
Singles de Bobby Darin
Just in Case You Change Your Mind
(1958) Early in the Morning
(1958)
Splish Splash est une chanson de rock 'n' roll parodique écrite et interprétée par Bobby Darin. Celui-ci aurait écrit la chanson humoristique en moins de douze minutes. Une part des crédits a été donnée à Jean Murray, mère du DJ Murray the K, tous deux présents lors de l’élaboration de la chanson: elle est responsable de la première phrase « Splish splash I was taking a bath… » (« splish splash, je prenais mon bain… »). Enregistrée le 10 avril 1958, aux studios Atlantic de New York, la chanson a paru en simple sur l’étiquette Atco la même année (Atco 6117) et a atteint la troisième position du palmarès Hot 100 du magazine Billboard. Les ventes du simple dépassèrent finalement le cap du million d’exemplaires. La chanson Judy Don’t Be Moody était sur la face B du simple.
En 1995, Splish Splash est sélectionnée par le Rock and Roll Hall of Fame, comme l'une des « 500 chansons qui ont façonné le rock 'n' roll ».